# Milatyn Nowy (gmina)
Milatyn Nowy – dawna gmina wiejska w powiecie kamioneckim województwa tarnopolskiego II Rzeczypospolitej. Siedzibą gminy był Milatyn Nowy.
Gminę utworzono 1 sierpnia 1934 r. w ramach reformy na podstawie ustawy scaleniowej z dotychczasowych gmin wiejskich: Derewlany, Kędzierzawce, Kozłów, Lisko, Milatyn Nowy, Milatyn Stary, Nowosiółki Liskie i Rzepniów.
Podczas wojny gminę zniesiono, a jej obszar włączono do nowo utworzonych gmin Milatyn (główna część) i Streptów (tylko Derewlany) w powiecie kamioneckim.